# 6585 O’Keefe
A 6585 O'Keefe (ideiglenes jelöléssel 1984 SR) egy marsközeli kisbolygó. Carolyn Shoemaker és Eugene Merle Shoemaker fedezte fel 1984. szeptember 26-án.